# رایکو برژانچیچ
رایکو برژانچیچ (انگلیسی: Rajko Brežančić؛ زادهٔ ۲۱ اوت ۱۹۸۹) بازیکن فوتبال اهل صربستان است که در پست مدافع بازی می‌کند.
وی همچنین در تیم‌های ملی فوتبال زیر ۱۷ سال مونته نگرو، یوفا، زیر ۱۹ سال صربستان، زیر ۲۰ سال صربستان، و زیر ۲۱ سال صربستان بازی کرده‌است.